# Východoslovenský kraj

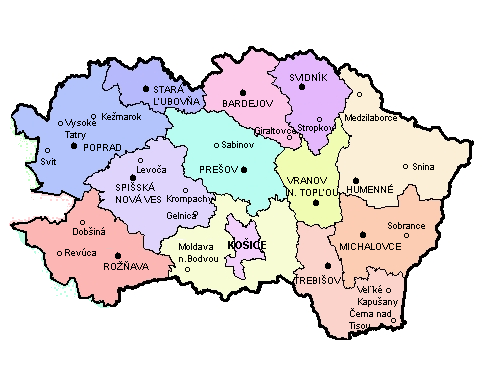
Karte des Krajs mit Okresy

Der Východoslovenský kraj („Ostslowakischer Bezirk“) war in den Jahren 1960–1969 und 1970–1990 eine territoriale Einheit im slowakischen Teil der Tschechoslowakei. Seine Fläche war im Jahr 1978 16.179 km² und es lebten 1.356.066 Einwohner. Landeshauptstadt war Košice. Die größten Städte waren Ende 1970er Jahren Košice (190.000 Einw.), Prešov (78.000 Einw.), Poprad und Spišská Nová Ves (beide 30.000 Einw.). Er grenzte im Norden an Polen im Osten an die Sowjetunion (Ukrainische SSR), im Süden an Ungarn und im Westen an den Stredoslovenský kraj.
Das Gebiet des Krajs war im Norden gebirgig; auf der Grenze zu Polen befindet sich die Hohe Tatra, mit dem höchsten Gipfel der ČSSR - die Gerlsdorfer Spitze (2655 m n.m.), des Weiteren auch niedrigere Zipser Magura und lange Niedere Beskiden. Im Gebiet von Humenné befindet sich das Vulkangebirge Vihorlat. Das Südosten wird vom Ostslowakischem Tiefland bedeckt, wo befand sich der niedrigste Punkt mit einer Höhe von 94 m n.m. Zwischen den Hornád-Kessel und dem Tiefland befinden sich das Slanské vrchy. Westlich von Košice befindet sich der Ostteil des Slowakischen Erzgebirges, Slowakisches Paradies und Slowakischer Karst. Durch den Kraj verlief die Wasserscheide zwischen dem Schwarzen Meer und der Ostsee. Zum Einzugsgebiet der Ostsee gehört von größeren Flüssen lediglich der Poprad; weitere Flüsse sind die Slaná, Hornád, Torysa, Topľa, Ondava und Bodrog.
Ende 1990 wurde der Kraj aufgelöst. Auf dem Gebiet befindet sich heute der Prešovský kraj, Košický kraj und ein kleiner Teil von Banskobystrický kraj (Gegend von Revúca).
Der Bezirk teilte sich in mehrere Kreise („okres“). Nachfolgend eine Tabelle der Kreise:
| Nr. | Okres             | Kfz-Kenn. | Fläche (km²) | Einwohner (1. Jan. 1978) | Dichte | Heutige Okresy                        |
| --- | ----------------- | --------- | ------------ | ------------------------ | ------ | ------------------------------------- |
| 1   | Bardejov          | BJ        | 1.008        | 68.831                   | 68     | Bardejov, Svidník                     |
| 2   | Humenné           | HN        | 1.906        | 103.716                  | 54     | Humenné, Medzilaborce, Snina          |
| 3   | Košice-mesto      | KE        | 207          | 191.015                  | 923    | Košice I, II, III und IV              |
| 4   | Košice-vidiek     | KS        | 1.571        | 97.528                   | 62     | umbenannt in Košice-okolie            |
| 5   | Michalovce        | MI        | 1.312        | 105.074                  | 80     | Michalovce, Sobrance                  |
| 6   | Poprad            | PP        | 1.963        | 131.169                  | 67     | Kežmarok, Poprad                      |
| 7   | Prešov            | PO        | 1.414        | 174.826                  | 124    | Prešov, Sabinov                       |
| 8   | Rožňava           | RV        | 1.619        | 84.607                   | 52     | Revúca, Rožňava                       |
| 9   | Spišská Nová Ves  | SN        | 1.529        | 136.644                  | 89     | Gelnica, Levoča, Spišská Nová Ves     |
| 10  | Stará Ľubovňa     | SL        | 622          | 41.402                   | 67     | keine Änderung                        |
| 11  | Svidník           | SK        | 860          | 39.555                   | 46     | Stropkov, Svidník                     |
| 12  | Trebišov          | TV        | 1.320        | 115.398                  | 87     | Michalovce, Trebišov                  |
| 13  | Vranov nad Topľou | VV        | 848          | 66.301                   | 78     | Änderungen in Fläche und Gemeindezahl |